# Austrophorocera solennis
Austrophorocera solennis là một loài ruồi trong họ Tachinidae.